# Wladimir Giesl von Gieslingen
Wladimir Giesl Freiherr von Gieslingen (* 18. Februar 1860 in Fünfkirchen (heute Pécs), Kaisertum Österreich; † 20. April 1936 in Salzburg) war ein österreichischer Diplomat und General.

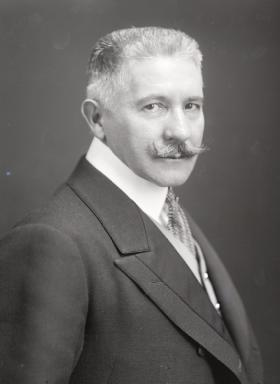
Wladimir Giesl von Gieslingen (1904)

## Leben
Wladimir war der jüngere Sohn des späteren Feldzeugmeisters Heinrich Karl Giesl Freiherr von Gieslingen. Sein älterer Bruder war General Arthur Giesl von Gieslingen. Nach seiner Ausbildung in der Theresianischen Militärakademie wurde Wladimir 1879 einem Ulanenregiment zugeteilt. 1884 wurde er Mitglied des Generalstabes. Bis 1893 diente er in verschiedenen Einheiten in Tarnów, Brünn, Sarajevo und Theresienstadt.
1893 wurde Giesl Militärattaché der k. u. k. Botschaft in Konstantinopel, im Jahr darauf zum Major befördert. Nach Ende des Türkisch-Griechischen Kriegs um Kreta gehörte Giesl zum internationalen „Gendarmeriekommando“, das den Frieden auf der Mittelmeerinsel sicherte. 1898 wurde er zusätzlich zum Militärattaché in Athen und Sofia ernannt. 1906 wurde er zum Generalmajor befördert und zum Militärbevollmächtigten der Botschaften in Konstantinopel und Athen aufgewertet. Im April 1907 gehörte Giesl zur Delegation der Donaumonarchie auf der zweiten Haager Friedenskonferenz. Im Jahr 1909 wurde Giesl außerordentlicher Gesandter und bevollmächtigter Minister in Montenegro, ein Jahr später folgte die Beförderung zum Feldmarschallleutnant. 1913 wurde er zum k. u. k. Gesandten in Belgrad ernannt.
Am 28. Juni 1914 wurde beim Attentat von Sarajevo der österreichische Thronfolger Erzherzog Franz Ferdinand ermordet. Österreich-Ungarn stellte Serbien am 23. Juli 1914 ein scharfes, auf 48 Stunden befristetes Ultimatum. Als Gesandter in Belgrad war es Wladimir Giesl von Gieslingens Aufgabe, der serbischen Regierung die Demarche zu übergeben. Gemäß dem Befehl von Außenminister Leopold Berchtold verließ Giesl das Land 48 Stunden nach der Übergabe, nachdem Serbien das Ultimatum nicht bedingungslos akzeptierte. Diese Julikrise genannten Ereignisse führten in den Ersten Weltkrieg. Am 28. Juli 1914 erklärte Österreich-Ungarn Serbien den Krieg. Obwohl Giesl nicht zur sogenannten „Kriegspartei“ in Wien gehörte und nur streng seinen Instruktionen gefolgt war, war den Zeitgenossen bewusst, dass „ein General diesen wichtigen Schritt zum Krieg getan hatte“.
Nach seiner Rückkehr nach Wien fungierte Giesl als Verbindungsoffizier des Außenministeriums zum Armee-Hauptquartier. Generalstabschef Franz Conrad von Hötzendorf misstraute Giesl und beschuldigte ihn, militärische Geheimnisse ans Außenministerium weitergegeben zu haben. Nachdem 1915 das Ansuchen Giesls um Versetzung zur kämpfenden Truppe abgewiesen wurde, trat er in den Ruhestand. 1917 wurde er noch einmal auf eine diplomatische Mission nach Konstantinopel entsandt, wo er einen Besuch von Kaiser Karl vorbereitete.
Nach dem Krieg lebte er zurückgezogen bei Bad Radkersburg. Im Februar 1931 trat er in Salzburg der NSDAP bei und trat als Redner für die Partei bei zahlreichen Wahlveranstaltungen auf. Sein Nachlass befindet sich im Österreichischen Staatsarchiv.